# Gerhard Becherer
Gerhard Becherer (* 15. Juni 1915 in Ahlsdorf; † 14. Juli 2003 in Rostock) war ein deutscher Experimentalphysiker. Er unterrichtete an der Universität Rostock.

## Leben
1935 bestand Becherer das Abitur und begann an der Universität Halle Physik zu studieren. Das Studium wurde durch die Teilnahme am Zweiten Weltkrieg unterbrochen. Dabei wurde Becherer 1942 schwer verwundet. Im selben Jahr wurde er promoviert. Ab 1944 war er Assistent am Institut für Physik der Universität Halle. 1953 habilitierte er sich. Von 1957 bis 1958 hatte er eine Professur für Experimentelle Physik in Halle inne, dann folgte er einem Ruf auf eine Professur für Experimentalphysik an der Universität Rostock als Nachfolger von Paul Kunze. Er leitete das Institut bis 1968. Von 1970 bis zu seiner Emeritierung 1980 war er ordentlicher Professor für Experimentelle Physik in Rostock.
Becherer wurde 1960 als Dekan der Fakultät für Naturwissenschaft/Mathematik eingesetzt. Von 1962 bis 1964 fungierte er als Prodekan. 1975 gründete er den Arbeitskreis Nichtkristalline und Partiellkristalline Strukturen und wurde als deren Leiter eingesetzt, ferner leitete er  die Vereinigung für Kristallographie. Aus Becherers Arbeitsgruppe gingen 70 Promotionen und 26 Habilitationen hervor.
2003 starb Becherer nach längerer Krankheit im Alter von 88 Jahren in Rostock. 

## Werke
- Messungen der Viskosität kristalliner Flüssigkeiten nach der Helmholtzschen Methode. Dissertationsschrift, Halle 1942.
- Über Feinstrukturuntersuchungen zur Klärung des Haftens von Kohleschichten an Porzellan. Habilitationsschrift, Halle 1953.
- Über die Bestimmung der Fehler-Erkennbarkeit in der Röntgenmikroskopie. Verl. Technik, Berlin 1952.